# Mariakapel (Mheer)
De Mariakapel is een kapel in Mheer in de Nederlandse gemeente Eijsden-Margraten. De kapel staat op de splitsing van de Dorpsstraat met de Stallestraat.
De kapel is gewijd aan de Heilige Maria en werd op 14 mei 1950 ingewijd door deken Schneiders van Gulpen.
Elk jaar wordt een dienst gehouden op 15 augustus, het feest van Maria-Tenhemelopneming, waarbij de zgn. kroëdwusj wordt gezegend. De kapel doet elk jaar dienst als rustaltaar in de Sacramentsprocessie op de zondag na Pinksteren. Op de kruisdagen voor Hemelvaartsdag wordt de rozenkrans gebeden in een kleine processie van de kerk naar de kapel en terug.

## Geschiedenis
De huidige kapel is een vervanger van de vorige kapel, die in 1843 gebouwd was en die ook aan Maria gewijd was. Deze stond letterlijk in de weg toen de Dorpsstraat in 1949 geasfalteerd en verbreed werd.
Bij de Duitse invasie op 10 mei 1940 stelde pastoor Frans Schleiden het dorp onder bescherming van de Heilige Maria. Omdat Mheer ongeschonden uit de oorlog was gekomen, wilde hij een nieuwe kapel laten bouwen, maar hij verliet de parochie in oktober 1945 en het project bleef liggen door zijn opvolger pastoor Terpoorten. Pastoor Mathieu Gilissen trad in maart 1948 aan en pakte het project weer op, mede vanwege de aanstaande wegwerkzaamheden in 1949, waarna de nieuwe kapel op 14 mei 1950 werd ingewijd. Bovendien was 1950 een heilig jaar; in dat jaar ging een beeld van Onze Lieve Vrouw Sterre der Zee rond door de provincie Limburg.
Bij de verbreding van de Mergellandroute in 1972 werd de trap verplaatst naar de zijde van de Stallestraat. Bij de wegwerkzaamheden in de winter van 2010-2011 kwam de trap weer aan de voorkant.

## Kapel
De kapel is een ontwerp van de Maastrichtse architect Alphons Boosten (bekend van o.a. de Koepelkerk in Maastricht) en is gebouwd met gelige baksteen in wederopbouwstijl. In de zijgevel is een klein rond venster aangebracht. Het met leien gedekt zadeldak heeft een grote dakruiter. In de ui-vormige toren hangt een klok met de inscriptie: "Jezus Maria Jozef Orate Pronobis Imstenraedt x Loe 1653". De klok is afkomstig uit het Kasteel van Mheer; het hing boven de toegangspoort tot de grote verbouwing rond 1920. Jan Adolf (†1668) was de laatste telg in de lijn van Van Imstenraedt en doordat zijn huwelijk met Christina Sophia de Loë kinderloos bleef, ging het kasteel over naar haar neef Philipp Christoph baron de Loë. Tijdens de Tweede Wereldoorlog, toen het kasteel dienst deed als hoofdkwartier voor de SS, werd de klok uit het kasteel gesmokkeld, als vervanging voor de kerkklokken die door de Duitsers uit de kerk waren gehaald.
Het keramisch beeld van Maria met het kindeke Jezus is van de hand van de Maastrichtse kunstenaar Charles Vos (bekend van o.a. het Mooswief in Maastricht). Aan weerszijden naast het Mariabeeld staan twee gipsen knielende aartsengelen. Links en rechts zijn twee marmeren schilden met de teksten: "Ave Maria" en "Anno 1950".